# Artikel 248bis van het Wetboek van Strafrecht

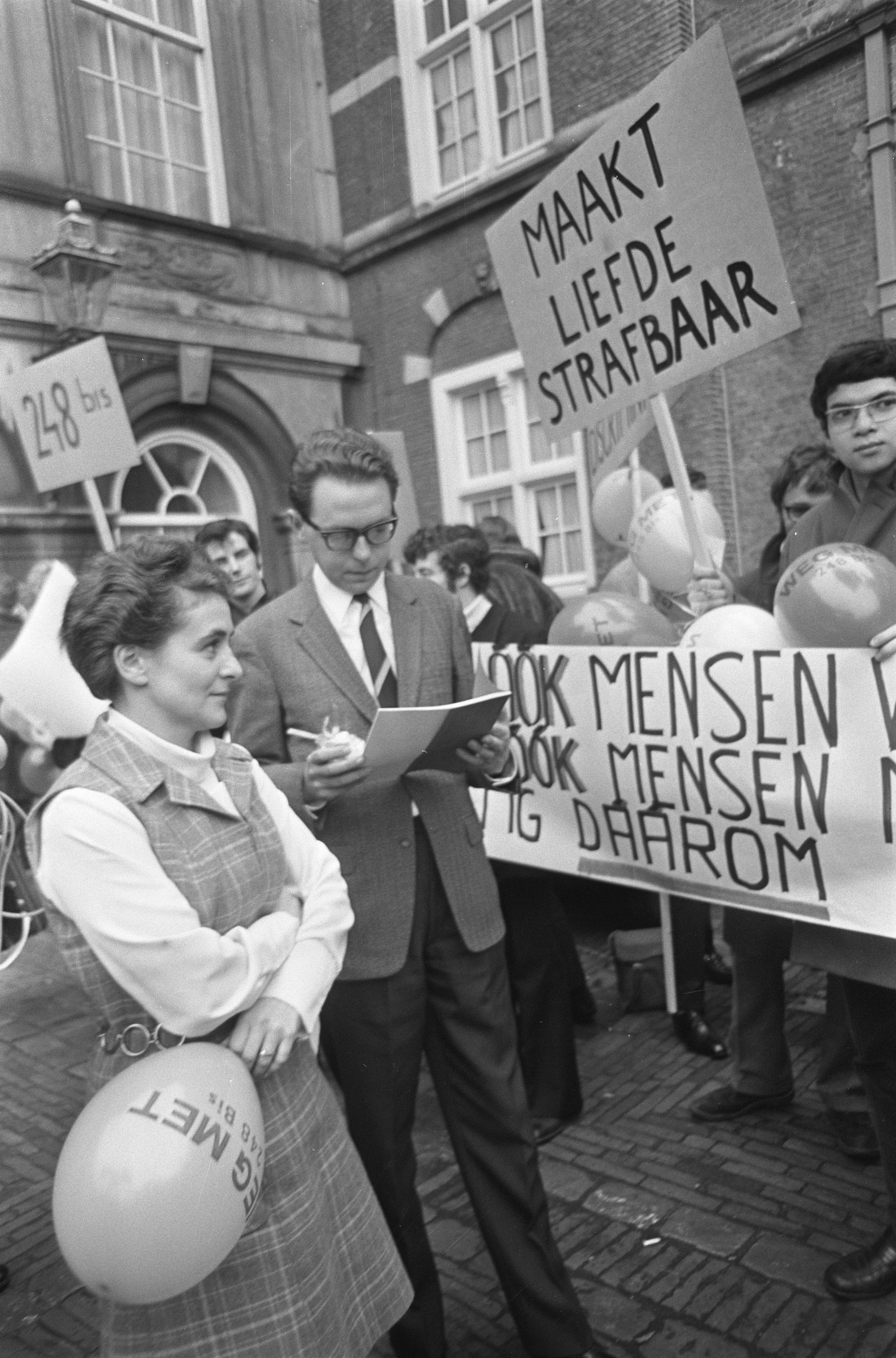
Demonstratie van homostudenten tegen artikel 248bis op 21 januari 1969 op het Binnenhof in den Haag

Artikel 248bis van het Nederlandse Wetboek van Strafrecht was in 1911 als onderdeel van de Zedelijkheidswet ingevoerd en in 1971 vervallen. 

## Betekenis
Het artikel 248bis luidde:

De meerderjarige, die met een minderjarige van hetzelfde geslacht wiens minderjarigheid hij kent of redelijkerwijs moet vermoeden, ontucht pleegt, wordt gestraft met gevangenisstraf van ten hoogste vier jaar.

De toenmalige grens voor meerderjarigheid was 21 jaar, terwijl de minimumleeftijd voor heteroseksuele contacten 16 jaar was en is.
Doel van deze wetgeving was volgens de toenmalige Nederlandse minister van Justitie E.R.H. Regout het beschermen van jongens en meisjes van 16 t/m 20 jaar tegen homoseksuele verleiding, en daarmee de verspreiding van homoseksualiteit tegen te gaan. 
Een consequentie was dat een jong vriendenpaar tijdelijk geen seks met elkaar mocht hebben tussen het moment dat de oudste 21 werd en het moment dat de jongste deze leeftijd bereikte (althans, als deze seks als ontucht werd gezien). Een ander gevolg was dat de politie gemakkelijk ook bijeenkomsten van volwassen homoseksuelen kon verbieden, met als reden dat die konden leiden tot strafbare verleiding van minderjarigen.
Maar het wetsartikel - en politie-optredens 'om te controleren of er bij homoseksuele contacten geen minderjarigen betrokken waren' droegen ook bij aan het maatschappelijke taboe op homoseksualiteit. Zo weerde in ieder geval de gemeente Amsterdam in de jaren '50 en '60 sollicitanten die wel eens homoseksueel zou kunnen zijn. Onderzocht wordt in hoeverre dit soort homodiscriminatie ook door andere overheden werd toegepast.

## Bestrijding
Om te strijden tegen art. 248bis werd al in 1912 door jhr.dr. Jacob Schorer het Nederlandsch Wetenschappelijk Humanitair Komitee (NWHK) opgericht. Het NWHK werd opgeheven toen in 1940 de Duitsers binnenvielen. Na de oorlog zette de Nederlandse Vereniging tot Integratie van Homoseksualiteit COC de strijd voor afschaffing van art. 248bis voort.
Op 21 januari 1969 was er op het Binnenhof in Den Haag een demonstratie tegen artikel 248-bis, georganiseerd door de Federatie Studenten Werkgroepen Homoseksualiteit (FSWH) en de stichting Ruimte. Er namen ca. 100 jonge homoseksuele mannen en vrouwen aan en was daarmee de eerste openbare homodemonstratie in Nederland en waarschijnlijk ook in heel Europa.
De in 1969 door de Gezondheidsraad ingestelde commissie-Speijer kwam rond diezelfde tijd eenstemmig tot de conclusie dat er geen bezwaren van medisch-hygiënische en psychosociale aard bestonden tegen het laten vervallen van het artikel. Het afschaffen zou juist vele voordelen hebben.
Ten aanzien van het mogelijke nut van het artikel als "stok achter de deur" stelde de minister:

Het laten voortbestaan van een strafbepaling, niet met de bedoeling om inbreuken daarop ook stelselmatig te vervolgen, maar alleen om daarvan in sommige -- niet in de wet omschreven -- gevallen eventueel gebruik te maken, is onverenigbaar met de eisen van striktheid, bepaaldheid en bescherming tegen willekeur die aan de strafwet en haar toepassing zijn te stellen, dus met elementaire beginselen van strafrecht.

In 1971 werd het artikel geschrapt (Kamerstuk 10347). In totaal zijn ongeveer 5000 homoseksuelen vervolgd op basis van dit artikel. Sinds 1971 is er in de zedenwetgeving geen onderscheid meer tussen heteroseksuele en homoseksuele handelingen.

## Trivia
- Het opheffen van het verschil in rechten tussen hetero- en homoseksuelen, viel onder de verantwoordelijkheid van Carel Polak[4]. Dezelfde Polak weigerde de Nederlandse Vereniging tot Integratie van Homoseksualiteit COC (thans COC Nederland) rechtspersoonlijkheid toe te kennen in verband met het aanzetten tot huwelijksontrouw in advertenties, destijds in strijd met de wet.[5]